# Gibbs-Gletscher
Der Gibbs-Gletscher ist ein 24 km langer Gletscher an der Bowman-Küste des Grahamlands auf der Antarktischen Halbinsel. Er fließt in südöstlicher Richtung in den nördlichen Teil des Mercator-Piedmont-Gletschers. Gemeinsam mit dem in nordwestlicher Richtung fließenden Neny-Gletscher liegt er in einer diagonalen Senke zwischen dem Mercator-Piedmont-Gletscher an der Ostküste und dem Neny-Fjord an der Westküste der Antarktischen Halbinsel.
Luftaufnahmen und erste Kartierungen erfolgten bei der United States Antarctic Service Expedition (1939–1941) sowie bei der US-amerikanischen Ronne Antarctic Research Expedition (1947–1948). Das UK Antarctic Place-Names Committee benannte ihn 1962 nach dem Geodäten Peter McCausland Gibbs (1934–2023), der gemeinsam mit seinem Kollegen Peter Derek Forster (1935–1996) im Jahr 1958 für den Falkland Islands Dependencies Survey eine erste Vermessung des Gletschers vor Ort vornahm.